# Jasmin Kähärä
Jasmin Kähärä (* 4. Mai 2000 in Mikkeli) ist eine finnische Skilangläuferin. Ihre jüngere Schwester Jessica Kähärä ist als Leichtathletin aktiv.

## Werdegang
Kähärä, die für das Vuokatti Ski Team startet, trat international erstmals beim Europäischen Olympischen Winter-Jugendfestival 2017 in Erzurum in Erscheinung. Dort gewann sie die Bronzemedaille im Sprint und die Silbermedaille in der Mixed-Staffel. Ihre ersten Rennen im Scandinavian-Cup absolvierte sie im Dezember 2017 in Vuokatti, die sie auf dem 64. Platz über 10 km klassisch und auf dem 37. Rang im Sprint beendete. Im folgenden Monat wurde sie finnische Juniorenmeisterin im Sprint und im 10-km-Massenstartrennen und lief bei den Junioren-Skiweltmeisterschaften in Goms auf den 17. Platz über 5 km klassisch, auf den neunten Rang im Sprint und auf den vierten Platz mit der Staffel. Anfang März 2017 gab sie in Lahti ihr Debüt im Skilanglauf-Weltcup und errang dabei den 62. Platz im Sprint und den 58. Platz über 10 km klassisch. Es folgte ein Sieg bei den finnischen Juniorenmeisterschaften im 15-km-Massenstartrennen. In der Saison 2019/20 wurde sie erneut finnische Juniorenmeisterin im Sprint und kam bei den Junioren-Skiweltmeisterschaften in Oberwiesenthal auf den 21. Platz im 15-km-Massenstartrennen, auf den 14. Rang über 5 km klassisch und auf den sechsten Platz im Sprint. Zudem errang sie dort den achten Platz mit der Staffel. Im folgenden Jahr triumphierte sie bei den finnischen U23-Meisterschaften im Sprint und über 5 km klassisch und belegte bei den U23-Skiweltmeisterschaften in Vuokatti den 30. Platz über 10 km Freistil, den achten Rang im Sprint und den siebten Platz mit der Staffel. Nach Platz 23 beim FIS-Rennen in Muonio zu Beginn der Saison 2021/22 holte sie in Lillehammer mit dem 30. Platz im Sprint ihren ersten Weltcuppunkt. Eine Woche später kam sie in Davos mit dem 23. Rang im Sprint erneut in die Punkteränge. Beim Saisonhöhepunkt, den Olympischen Winterspielen 2022 in Peking, errang sie den 26. Platz im Sprint. Bei den nachfolgenden U23-Skiweltmeisterschaften in Lygna belegte sie den 13. Platz im Sprint, den 12. Rang über 10 km klassisch und den fünften Platz mit der Mixed-Staffel. Im März 2022 wurde sie finnische U23-Meisterin im 20-km-Massenstartrennen.

## Teilnahmen an Weltmeisterschaften und Olympischen Winterspielen

### Olympische Spiele
- 2022 Peking: 26. Platz Sprint Freistil

### Nordische Skiweltmeisterschaften
- 2023 Planica: 19. Platz Sprint klassisch
- 2025 Trondheim: 14. Platz Sprint Freistil, 27. Platz 20 km Skiathlon, 30. Platz 10 km klassisch

## Platzierungen im Weltcup

### Weltcup-Statistik
Die Tabelle zeigt die erreichten Platzierungen im Einzelnen.
- 1.–3. Platz: Anzahl der Podiumsplatzierungen
- Top 10: Anzahl der Platzierungen unter den ersten zehn
- Punkteränge: Anzahl der Platzierungen innerhalb der Punkteränge
- Starts: Anzahl gelaufener Rennen in der jeweiligen Disziplin
- Hinweis: Bei den Distanzrennen erfolgt die Einordnung gemäß FIS.

| Platzierung               | Distanzrennen a | Distanzrennen a | Distanzrennen a | Distanzrennen a | Distanzrennen a | Skiathlon Verfolgung | Sprint | Etappen- rennen b | Gesamt | Team c | Team c  |
| Platzierung               | ≤ 5 km          | ≤ 10 km         | ≤ 15 km         | ≤ 30 km         | > 30 km         | Skiathlon Verfolgung | Sprint | Etappen- rennen b | Gesamt | Sprint | Staffel |
| ------------------------- | --------------- | --------------- | --------------- | --------------- | --------------- | -------------------- | ------ | ----------------- | ------ | ------ | ------- |
| 1. Platz                  |                 |                 |                 |                 |                 |                      |        |                   |        |        |         |
| 2. Platz                  |                 |                 |                 |                 |                 |                      |        |                   |        |        |         |
| 3. Platz                  |                 |                 |                 |                 |                 |                      |        |                   |        |        |         |
| Top 10                    |                 |                 |                 |                 |                 |                      | 7      |                   | 7      | 5      |         |
| Punkteränge               |                 | 6               | 2               | 5               |                 | 2                    | 26     | 1                 | 42     | 5      | 1       |
| Starts                    |                 | 9               | 2               | 6               |                 | 4                    | 28     | 1                 | 50     | 5      | 1       |
| Stand: Saisonende 2024/25 |                 |                 |                 |                 |                 |                      |        |                   |        |        |         |

### Weltcup-Gesamtplatzierungen
| Saison  | Gesamt | Gesamt | Distanz | Distanz | Sprint | Sprint |
| Saison  | Punkte | Platz  | Punkte  | Platz   | Punkte | Platz  |
| ------- | ------ | ------ | ------- | ------- | ------ | ------ |
| 2021/22 | 59     | 63.    | 4       | 80.     | 55     | 36.    |
| 2022/23 | 360    | 49.    | 51      | 68.     | 309    | 26.    |
| 2023/24 | 395    | 44.    | 69      | 66.     | 326    | 23.    |
| 2024/25 | 614    | 32.    | 167     | 46.     | 363    | 20.    |